# NGC 4248
NGC 4248 é uma galáxia espiral barrada (SBb) localizada na direcção da constelação de Canes Venatici. Possui uma declinação de +47° 24' 33" e uma ascensão recta de 12 horas, 17 minutos e 50,4 segundos.
A galáxia NGC 4248 foi descoberta em 9 de Fevereiro de 1788 por William Herschel.